# Patkó Bandi
Patkó Bandi legendabeli betyár, akinek alakjához dalok és mondák kapcsolódtak a 19. század végén és a 20. század elején. Hagyománya főképp a Dél-Dunántúlon élő.
Alakja folklorizáció eredménye. Egy versbéli betyár elevenedett meg a népi képzeletben. A szójátékra épült műdal 1875-ben jelent meg ponyva kiadásban:
Puszta csárda két oldalán ajtó
Oda ugrat pejparipán Patkó
Szép csárdásné, úgy adja fel a szót,
Látott-e már egy lovon hét patkót?
Ha nem látott, jöjjön ide, láthat,
Négyet visel e gyönyörű állat,
Az ötödik magam vagyok, nemde?
Kettő meg a csizmámra van verve.
A hozzá kapcsolódó történetek más híres betyárok történeteinek az elemeiből variálódnak (megajándékozza a szegény asszonyt a gazdag kereskedő rovására, vérdíjért elárulják stb.).
Patkó Bandi Krúdy Gyula Valakit elvisz az ördög című művében is megjelenik, de nem mint betyár, hanem mint a vidéket járó Alvinczi Eduárd önkéntes testőre.

## Hagyománya
Somogy vármegyében „saját” betyárjuknak tartják. A Balaton-parti Zamárdiban nyaranta róla elnevezett „Hétpróbás betyárverseny és pásztorétkek főzőversenye” rendezvényt tartanak. A Baranya vármegyei Hosszúhetény hagyománya szerint Patkó Bandi a községbeli Máltető dűlőről figyelte a pandúrokat. 1904-ben Rákosi Viktor Az én falum című munkájában elbeszéli egy csárdában töltött éjszakáját. A csárdás gazda egy fapadot jelölt ki alvóhelyül a számára, melyen harminc évvel korábban Patkó Bandi sokat hált. „Betyárnak jó lehet - felelém - de nincsen egy becsületes ember számára való fekvőhelye? - Oda magam fekszem - mondá a szíves házigazda.”

### Patkó Bandi fája

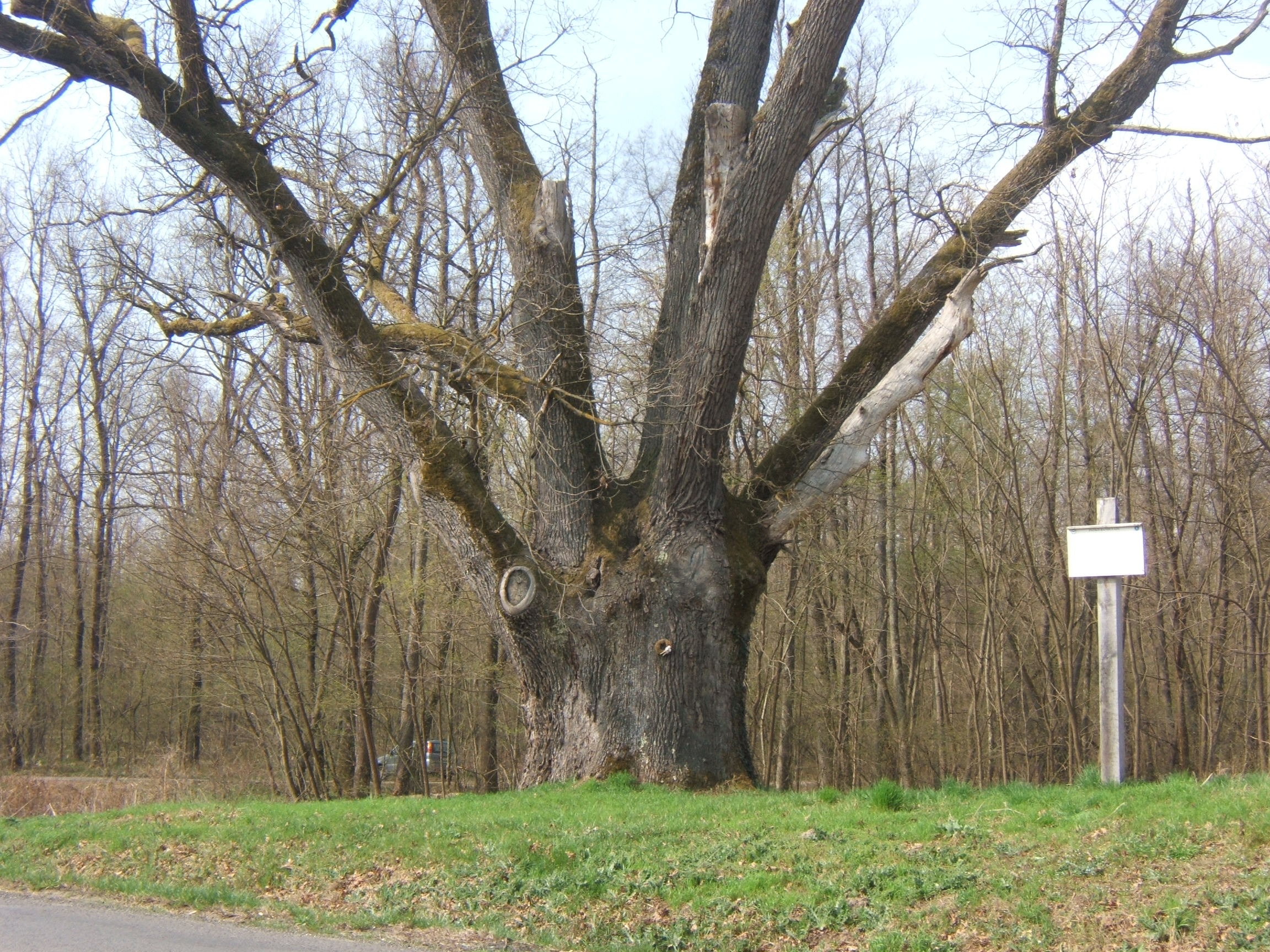
Patkó Bandi fája

Darány és Barcs közt, 6-os főút mellett egy hatalmas kocsányos tölgy (Quercus robur) „Patkó Bandi fája” néven ismert. A néphagyomány szerint itt, az öreg tölgy közelében állt a Rigóczi-csárda, a közeli Vásárosbécen született Patkó Bandi ehhez a fához kötötte a lovát, amíg a csárdában mulatott. Mások szerint Patkó Bandi gyalogos betyár volt, ők ezt a legendát nem fogadták el.
A csaknem fél évezredet megélt fa volt 2019-ig Somogy második legnagyobb tölgyfája: magassága: 25 m, mellmagas törzskerülete: 696 cm, koronaátmérője harminc méter volt. 1942-ben védetté nyilvánították.
2019. augusztus 16-án kigyulladt; ellenőrizetlen híresztelések szerint mellé vagy a fa hasadékába égő mécsest tett valaki. A barcsi tűzoltók csaknem 23 órán át oltották; utána nagyban csonkolni kellett.